# الحمزة (الرقة)
الحمزة قرية سورية تتبع ناحية مركز الرقة في منطقة مركز الرقة في محافظة الرقة. بلغ عدد سكانها 168 نسمة في عام 2004 حسب إحصاء المكتب المركزي للإحصاء.